# Bidi-Silmimossi
Pour les articles homonymes, voir Bidi (homonymie).
Ne doit pas être confondu avec Bidi-Mossi.
Bidi-Silmimossi est une localité située dans le département de Koumbri de la province du Yatenga dans la région Nord au Burkina Faso.

## Santé et éducation
Le centre de soins le plus proche de Bidi-Silmimossi est le centre de santé et de promotion sociale (CSPS) de Bidi-Mossi tandis que le centre hospitalier régional (CHR) se trouve à Ouahigouya.
Le village ne possède pas d'école primaire, les élèves devant se rendre à Bidi-Mossi.